# المدهون (ذي السفال)

تعديل مصدري - تعديل

المدهون محلة تابعة لقرية شقح، التابعة لعزلة شقح وطانف بمديرية ذي السفال إحدى مديريات محافظة إب في الجمهورية اليمنية، بلغ تعداد سكانها 51 حسب تعداد اليمن لعام 2004.